# Vince McMahon
Vincent Kennedy McMahon, meglio conosciuto come Vince McMahon (Pinehurst, 24 agosto 1945), è un imprenditore, promoter, ex annunciatore ed ex intervistatore statunitense.
Suo padre, Vincent James McMahon, è stato nel 1952 il fondatore della Capitol Wrestling Corporation, l'antesignana dell'odierna WWE. Vince McMahon iniziò la sua carriera nel mondo del wrestling professionistico nel 1968, ricoprendo il ruolo di annunciatore a bordo ring e di intervistatore nel backstage; in seguito acquistò l'azienda e nel 1984, divenne il presidente della federazione di Stamford insieme alla moglie Linda.
Nonostante non sia mai stato un wrestler vero e proprio, è un due volte campione del mondo, avendo detenuto una volta il WWE Championship e una volta l'ECW Championship; ha inoltre vinto l'edizione 1999 del royal rumble match, eliminando per ultimo il suo storico rivale Steve Austin.

## Carriera da imprenditore

### Gli esordi

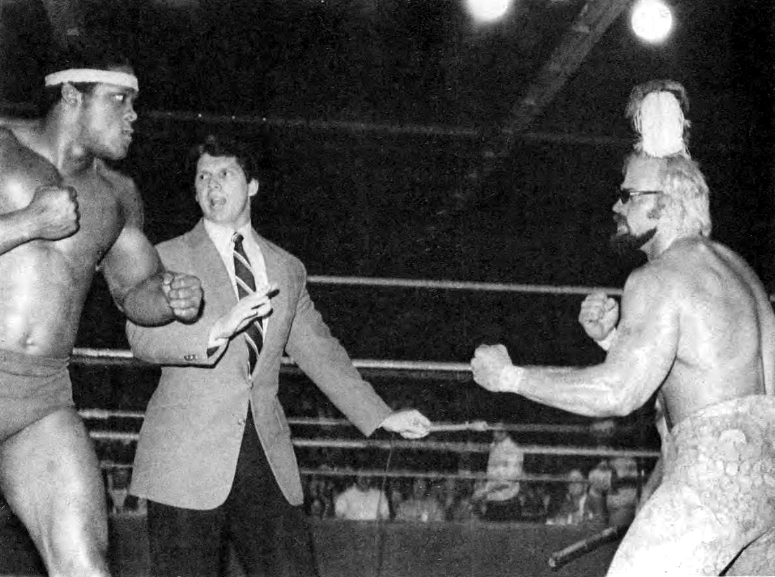
Tony Atlas, Vince McMahon e Jesse Ventura

All'età di dodici anni conobbe il padre, Vincent James McMahon, promoter della Capitol Wrestling Corporation. A quel punto si interessò al mondo del wrestling e decise di seguire le orme del padre entrando nel business familiare. Iniziò quindi ad accompagnarlo durante i suoi frequenti viaggi d'affari al Madison Square Garden, centro del wrestling. McMahon avrebbe anche voluto intraprendere la carriera di wrestler, ma il padre non volle e gli spiegò che i promoter dovrebbero stare separati dai wrestler.
Nel 1968 si laureò in economia alla East Carolina University e, dopo un breve periodo come commesso viaggiatore, assunse un ruolo manageriale nella federazione di proprietà del padre, la World Wide Wrestling Federation. Nel 1969 debuttò come annunciatore nella trasmissione WWWF All-Star Wrestling. Nel 1971 gli fu assegnata la direzione di una piccola divisione della compagnia nel Maine dove diresse il suo primo show. Nel 1971 diventò telecronista e commentatore fisso degli incontri televisivi sostituendo Ray Morgan, ruolo che detenne fino al novembre 1997.
Durante gli anni settanta diventò una personalità di spicco all'interno della federazione: fu lui infatti a spingere per far cambiare il nome della compagnia in World Wrestling Federation e spesso sostituì il padre nel prendere le decisioni importanti inerenti alla federazione. Nel 1979 Vince e Linda McMahon acquistarono il Cape Cod Coliseum e i Cape Cod Buccaneers dell'Atlantic Coast Hockey League. Oltre ad occuparsi di wrestling e hockey, iniziarono a vendere concerti rock con le partecipazioni di Van Halen e Rush, nei mesi invernali. Nel 1980 McMahon diventò presidente della compagnia e la Titan Sports fu inglobata nell'allora World Wrestling Federation; nel 1982, il trentasettenne McMahon guidò l'acquisizione della Capitol Wrestling Co. da parte della Titan.

### Boom economico

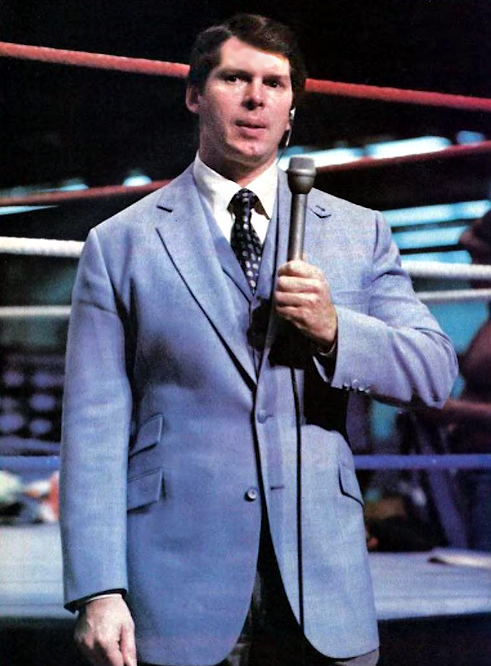
Vince McMahon nel 1986

Quando suo padre morì, lui e la moglie Linda ottennero il controllo completo della WWF. All'epoca della sua scalata in cima alla WWF, il mondo del wrestling era ancora frazionato in diverse piccole federazioni a base regionale con leggi territoriali tra promoter. McMahon aveva una visione differente di quello che l'industria sarebbe diventata. Nel 1963, la WWF si era staccata dalla National Wrestling Alliance, la federazione-consorzio che governava tutte le altre compagnie sparse sul territorio nazionale fino al Giappone.
McMahon espanse i confini territoriali della WWF, acquisendo a peso d'oro anche altre stelle provenienti da altre federazioni come l'American Wrestling Association: per esempio nel 1984 reclutò Hulk Hogan con in mente l'idea di farne la prossima carismatica megastar della WWF, e il progetto andò ben oltre ogni più rosea aspettativa, rendendo Hogan il wrestler più famoso al mondo. Inoltre, McMahon, ancora annunciatore della WWF, creò la Rock 'n' Wrestling Connection incorporando pop star come Cyndi Lauper e Mr. T nelle storyline della federazione. Come risultato, la WWF ampliò i propri confini espandendosi a livello nazionale e anche oltre, quando i suoi programmi iniziarono ad essere trasmessi anche dall'emittente musicale MTV. Il 31 marzo 1985 McMahon diede vita al primo mega evento della WWF ideando WrestleMania, svoltasi al Madison Square Garden, che si rivelò un successo strepitoso anche negli anni a seguire. Questo causò una grande popolarità della WWF in confronto alla competizione e Hulk Hogan presto diventò un'icona tra il pubblico.
Durante gli anni ottanta, McMahon trasformò la WWF in una federazione di "sport-spettacolo" che offriva un intrattenimento per famiglie capace di attirare l'attenzione anche di quanti non si erano mai approcciati al wrestling. L'apogeo della sua idea dell'industria wrestling Vince McMahon la raggiunse nel 1987, quando riuscì a portare 93.173 fan nel Pontiac Silverdome per WrestleMania III, ad assistere all'attesissimo main event rappresentato dal match di Hulk Hogan contro André the Giant per il titolo del mondo.

### Attitude Era
Dopo diversi anni di competizione con la World Championship Wrestling di Ted Turner, McMahon cementò la sua posizione di leader nel settore a fine anni novanta, quando ideò una differente strategia di marketing che avrebbe rivoluzionato il mondo del wrestling riportando la WWF sotto la luce dei riflettori. Captando che i gusti del pubblico stavano cambiando, e che erano ora maggiormente orientati verso uno stile di lotta più cinico, violento e sboccato, McMahon pose fine alla cosiddetta "Golden Era", caratterizzata dai personaggi mascherati dai nomi improbabili come Adam Bomb, Max Moon, Doink the Clown, e così via per ideare storyline più adulte e credibili. Il concetto divenne noto con il nome di "WWF Attitude", e McMahon diede personalmente il via al tutto togliendo la cintura di campione del mondo WWF a Bret Hart senza il suo consenso, durante le Survivor Series 1997 in quello che diventò famoso come lo "Screwjob di Montréal".

### Acquisizione della World Championship Wrestling
Il 23 marzo 2001, McMahon acquisì la World Championship Wrestling, la federazione rivale di un tempo che era ormai sull'orlo del fallimento, pagandola 4,3 milioni di dollari. Tre giorni dopo, il suo "discorso di trionfo" fu trasmesso simultaneamente sia a Raw che a WCW Nitro.

### Altri affari
Nel 1990 McMahon annunciò la creazione della sua nuova creatura: la federazione di solo bodybuilding chiamata World Bodybuilding Federation. Nonostante il coinvolgimento iniziale di grandi nomi come Lou Ferrigno, Lex Luger, e altri, la compagnia ebbe poco successo e venne chiusa per fallimento nel 1992, rivelandosi uno dei rari passi falsi di McMahon nel mondo degli affari.
Nel 2001 lanciò anche una sua federazione di football americano, la X Football League, che però non ebbe molto successo e, di conseguenza, durò una sola stagione.

## Carriera nel wrestling

### Screwjob di Montréal (1997-1998)
Vincent Kennedy McMahon, odiato dai fan dopo lo Screwjob di Montréal, decise di interpretare la gimmick di "Mr. McMahon", il dispotico capo della federazione assetato di potere, senza scrupoli e interessato solo ai soldi e agli affari. È stato coinvolto, e lo è ancora, in numerosi feud, lottando anche in prima persona, contrapponendosi ad alcuni lottatori coadiuvato dai suoi figli, e a volte anche contro i figli stessi. Il feud più famoso è quello contro Stone Cold Steve Austin, durato per due anni.
Nel main event delle Survivor Series si scontrarono Bret Hart e Shawn Michaels in un match per il titolo di campione WWF. Il titolo era detenuto da Hart, che ovviamente non aveva nessuna intenzione di perderlo, ma McMahon, che nelle settimane precedenti all'evento aveva avuto diversi contrasti con lo stesso Hart, voleva il contrario. Durante il match Michaels sottomise Hart con la Sharpshooter, la mossa peculiare di Hart, ma The Hitman non cedeva: allora McMahon ordinò all'arbitro di far suonare il gong, facendo così vincere il titolo a Michaels. Hart, vistosi derubato del suo titolo, si infuriò e prima sputò in faccia a McMahon, e poi distrusse tutto quello che gli si parava davanti, dal tavolo dei commentatori al ring.

### Faida con Steve Austin (1998-2000)
Mr. McMahon iniziò la faida con Steve Austin nel dicembre 1997 e proseguì per tutto il 1998. Vinse la Royal Rumble del 1999 entrando con il numero 2. In realtà, durante la rissa, era scivolato da sotto la prima corda (rimanendo nell'incontro poiché un'eliminazione è valida solo se dalla terza corda) e poi, quando Austin rimase come ultimo, entrò sul ring e, assieme a The Rock, lo eliminò dalla competizione. Sempre nel 1999 vince il WWF Championship.

### McMahon-Helmsley Era (2000-2001)

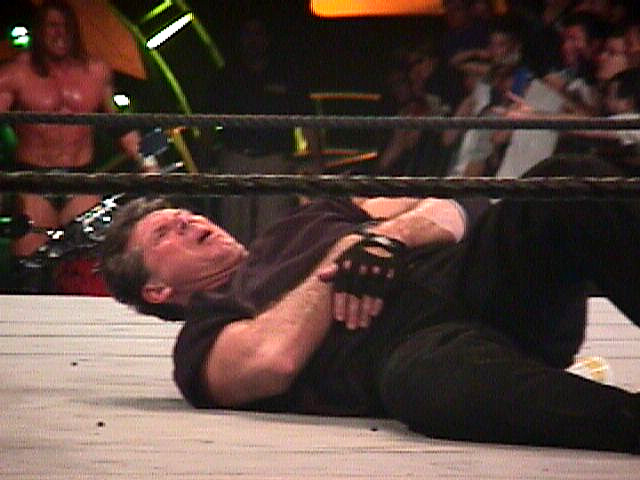
Vince McMahon nel 2000

McMahon tornò in TV nell'edizione di Raw del 15 marzo 2000, aiutando The Rock a guadagnarsi un match per il titolo attaccando Big Show, Shane McMahon e il Campione WWF Triple H. Due settimane dopo, McMahon e The Rock, aiutati dall'arbitro speciale Mankind, sconfissero Shane McMahon e The Big Show in un Tag Team match. A WrestleMania 2000 Triple H difese il suo WWF Champion in un Fatal Four-Way Elimination match in cui ogni wrestler aveva al suo angolo un membro della famiglia McMahon: Triple H accompagnato da Stephanie, che deteneva il WWF/E Women's Title, The Rock da Vince, Mick Foley da sua moglie Linda e Big Show da Shane. Dopo l'eliminazione di Big Show e Mick Foley, Triple H e The Rock rimasero soli a contendersi il titolo: Vince, che era con The Rock, passò invece dal lato di Triple H, tradendo il People's Champ dopo averlo colpito con una sedia d'acciaio e facendo conservare il titolo a Triple H. Questo evento fece nascere ufficialmente l'era McMahon-Helmsley, durante la quale si creò il team McMahon-Helmsley composto da Triple H, Vince McMahon, Stephanie McMahon e Shane McMahon. L'unico membro della famiglia McMahon a non far parte del team fu Linda, che invece si alleò con The Rock, The Undertaker, Kane e Steve Austin. Il team McMahon-Helmsley fu comunque di breve durata a causa di un infortunio di Triple H e di affari dei McMahon.

### The Invasion (2001-2002)

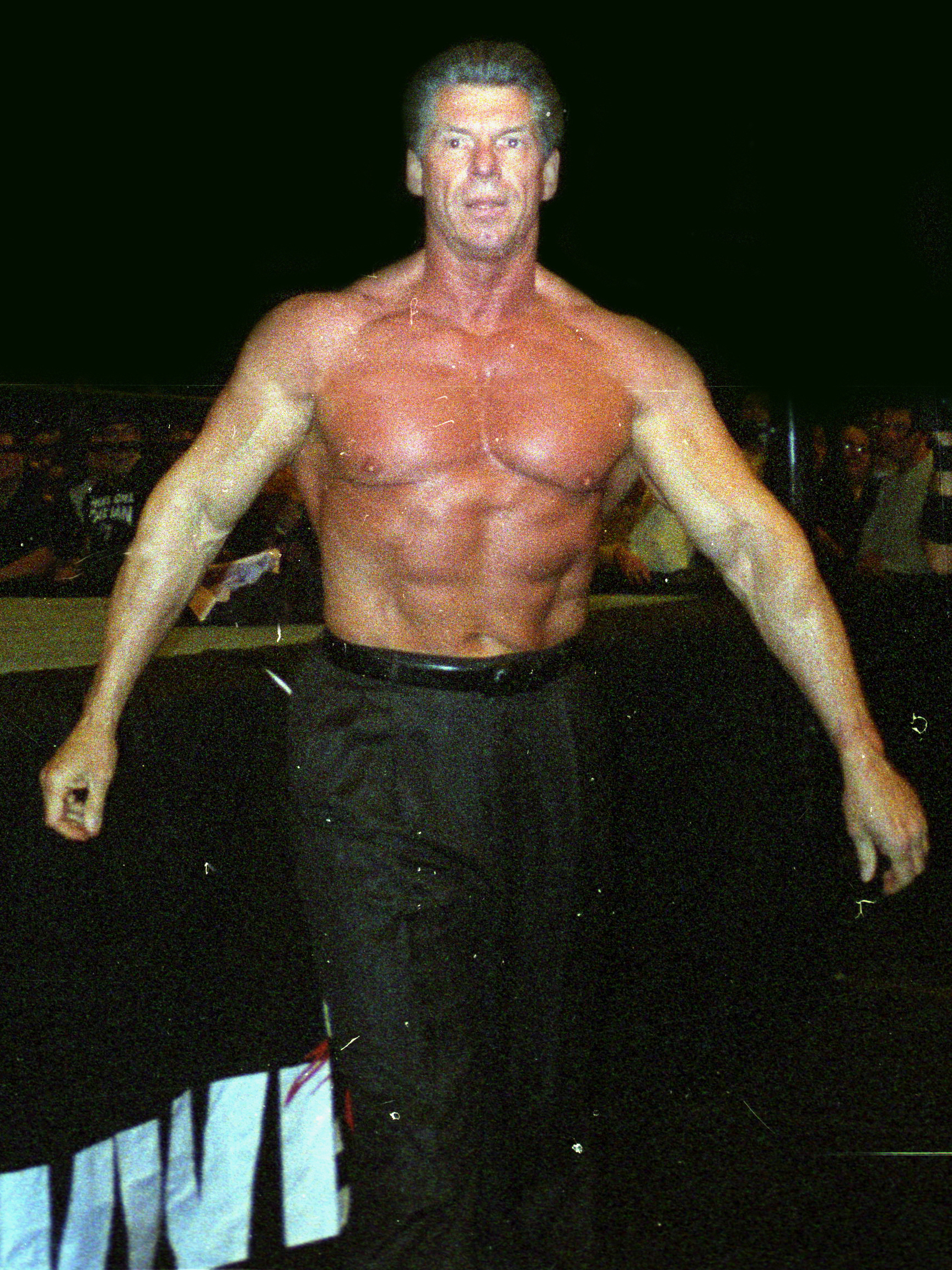
McMahon nel 2005 circa

Nel marzo del 2001, McMahon acquistò la rivale World Championship Wrestling, ed assunse anche molti wrestler provenienti da questa federazione. Questo fatto segnò l'inizio dell'Invasion, in cui gli ex wrestler WCW combattevano contro quelli WWF. Nell'edizione di Raw del 9 luglio 2001, molti wrestler della Extreme Championship Wrestling si allearono con quelli della WCW, formando l'Alliance. Steve Austin aderì all'alleanza insieme a Shane e Stephanie McMahon. Alle Survivor Series il team WWF (guidato da Vince McMahon), sconfisse il team WCW/ECW Alliance, in un tag team eliminaton match. Questo match segnò la fine dell'Invasion. Dopo il crollo dell'Alliance, McMahon creò il "Mr. McMahon Kiss My Ass Club", un gruppo di wrestler e dipendenti costretti a umiliarsi e a baciargli il sedere. Di solito chi si contrapponeva al "Kiss My Ass" veniva minacciato di sospensione o di licenziamento. Il club è stato chiuso quando, in un episodio di SmackDown, The Rock ha costretto McMahon a baciare il sedere di Rikishi. Tuttavia nel corso degli anni il club è riemerso più volte. Chi fa parte del club è stato quasi sempre costretto da una punizione, ma c'è stato anche chi lo ha fatto per dimostrare a McMahon la propria fedeltà.
Nel novembre del 2001 Ric Flair tornò, dopo 8 anni di assenza, in WWF, dichiarando di essere il Co-proprietario della WWF. La notizia fece infuriare McMahon: i due si affrontarono in un Street Fight match, alla Royal Rumble 2002, e il vincitore fu Flair. A causa delle loro continue liti, Linda McMahon fu costretta a dividere la WWF in due roster. A McMahon andò Smack Down! e a Flair Raw. Tuttavia, nell'edizione di Raw del 10 gennaio 2002, McMahon e Flair si sfidarono in un match per decretare l'unico padrone della WWE. A vincere fu Vince McMahon.

### Proprietario diSmackDown(2002-2003)

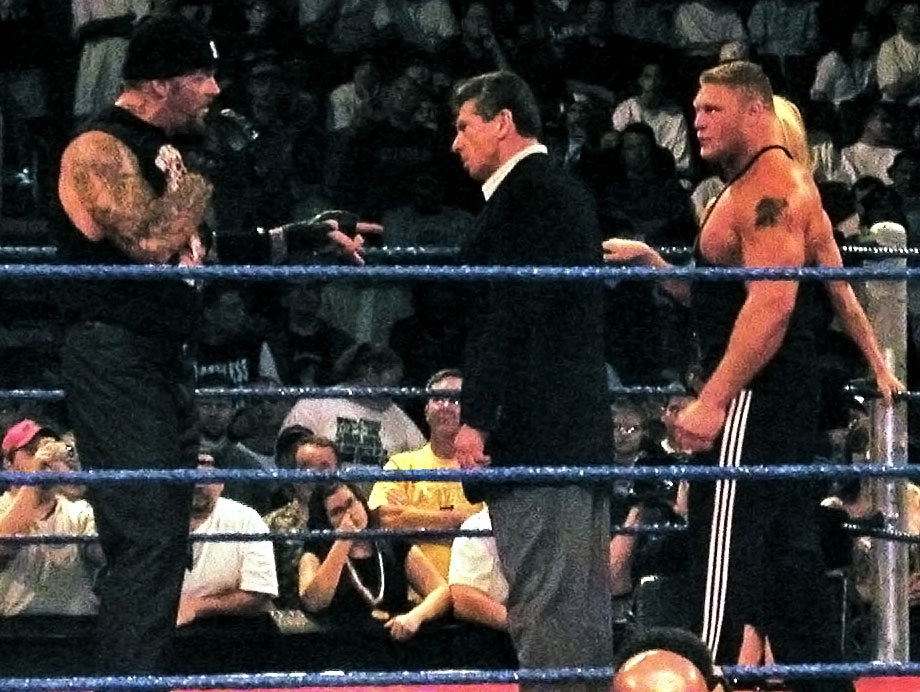
Vince McMahon (a destra) insieme a The Undertaker (a sinistra) nel 2003

Nell'edizione di SmackDown! del 13 febbraio 2003, McMahon cercò di scongiurare il ritorno di Hulk Hogan, ma dopo 5 mesi di assenza Hogan tornò. A No Way Out McMahon si intromise nel match che vedeva contrapposti Hulk Hogan e The Rock, distraendo Hogan che subì un colpo con la sedia e una Rock Bottom perdendo così il match. Ciò portò ad un Street Fight match a WrestleMania XIX tra McMahon e Hogan. Vinse Hogan, che però fu bandito dai ring della WWE, anche se in seguito tornò con la gimmik di Mr. America. McMahon cercò in tutti i modi di smascherare Hogan: in un primo momento non ci riuscì, ma poi lo scopri e lo licenziò.
Mr. McMahon, nel 2003, ebbe una relazione con Sable (kayfabe) e, nell'edizione di Smack Down del 2 ottobre 2003, chiese alla figlia Stephanie di dimettersi dalla carica di GM Stephanie rifiutò, e a No Mercy padre e figlia si sfidarono in un I quit match match dove vinse Mr. McMahon, quando Linda McMahon, che era nell'angolo della figlia, decise di gettare la spugna. Più tardi, sempre a No Mercy, aiutò Brock Lesnar a conservare il titolo di WWE Champion ai danni di The Undertaker. Cominciò così un feud con Undertaker: gli mandò contro prima Brock Lesnar, poi Big Show e poi entrambi in un Handicap Match. The Undertaker vinse il match e poté scegliere un wrestler da affrontare a Survivor Series 2003 in un Buried Alive Match. Questi scelse proprio McMahon, che vinse grazie all'intervento di Kane.

### Faide con la DX e Donald Trump (2006-2007)
Nei primi mesi del 2006 iniziò una faida con Shawn Michaels, affiancato da suo figlio Shane e la Spirit Squad. Alla Royal Rumble dello stesso anno distrasse durante il match Shawn Michaels, il quale fu successivamente eliminato da Shane che neanche era in gara. A WrestleMania 22 perse contro Shawn Michaels. A Backlash in coppia con suo figlio Shane batté Shawn Michaels grazie all'aiuto della Spirit Squad. La faida vide prevalere Michaels, con l'aiuto di Triple H; i due riformarono la D-Generation X e sfidarono lo stesso Vince, suo figlio Shane e Big Show in un Hell in a Cell match di Unforgiven, dove i McMahon furono sconfitti.
Nel gennaio del 2007 iniziò una faida con Donald Trump. Originariamente Trump voleva lottare in prima persona contro McMahon, ma giunsero all'accordo che avrebbero avuto un rappresentante che avrebbe combattuto a WrestleMania 23, in un match Hair vs. Hair: l'uomo il cui rappresentante avesse perso il match sarebbe stato rasato a zero. Dopo la firma del contratto avvenuta a Raw, Trump spinse McMahon sul tavolo posizionato sul ring. Durante una conferenza stampa, McMahon, mentre si stavano scattando una foto, ha teso a Trump la mano, ma mentre questo stava per stringerla, McMahon la ritirò. McMahon continuò a giocherellare con il naso e la cravatta di Trump, che non gradì e gli diede uno schiaffo in pieno viso. McMahon, offeso, stava per arrivare alle mani con Trump, ma le guardie di Trump e Bobby Lashley, che lo avrebbe rappresentato a WrestleMania, lo trattennero. A WrestleMania 23 Umaga (rappresentante di McMahon) perse il match; di conseguenza Donald Trump e Bobby Lashley, con l'aiuto dell'arbitro speciale Steve Austin, rasarono a zero McMahon. Questo feud è stato definito La Battaglia dei Miliardari.
Nei mesi successivi fu stabilmente affiancato da Umaga e Armando Alejandro Estrada, i quali hanno rappresentato il suo "braccio armato". Cominciò un feud per l'ECW World Championship detenuto da Lashley. Grazie all'aiuto di Umaga, Armando Estrada e Shane McMahon, Vince riuscì a conquistare l'ECW World Championship il 29 aprile 2007 a Backlash, sconfiggendo Lashley in un handicap match. Conservò il titolo in un altro handicap match, svoltosi a Judgment Day: anche in questo caso fu affiancato da Shane e Umaga e contrapposto a Lashley; il match fu in realtà vinto da Lashley, ma avendo questi schienato Shane, il titolo rimase a Vince. McMahon perse il titolo in uno Street Fight match contro Lashley a One Night Stand, il 3 giugno 2007.

### Finta morte e figlio illegittimo (2007-2009)

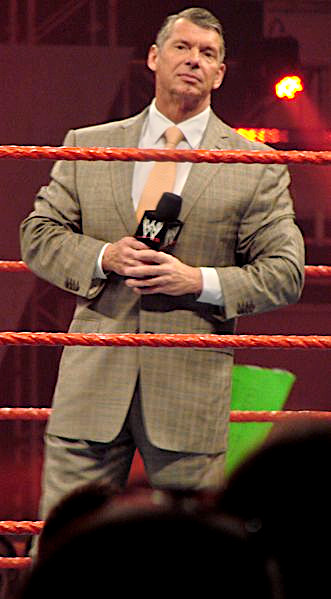
Vince McMahon nel 2007

Al termine della puntata speciale di tre ore di Raw dell'11 giugno 2007, durante la quale si svolse la draft lottery 2007, la limousine di McMahon esplose nel parcheggio dell'arena pochi secondi dopo che il chairman vi era salito (kayfabe). Secondo la storyline, McMahon era morto nell'esplosione ed il colpevole non era ancora noto. Tutta questa storia era stata un'idea di Vince McMahon per far scomparire definitivamente il personaggio di Mr. McMahon. Tuttavia, la kayfabe venne interrotta quando Vince McMahon, annullando la puntata settimanale di Raw del 25 giugno, dovette annunciare la tragica scomparsa di Chris Benoit. Riapparve la notte successiva nella puntata di ECW on SyFy per dire che la WWE non avrebbe mai più menzionato Chris Benoit per quello che aveva fatto e che lo show era in onore di coloro che erano stati uccisi.
Mr. McMahon tornò ufficialmente nella puntata di Raw del 6 agosto, dicendo che aveva finto la sua morte per vedere cosa pensasse di lui l'universo WWE. Durante la stessa serata costituì un torneo per determinare il nuovo GM di Raw, che venne vinto da William Regal. Alla fine dello show venne informato da Jonathan Coachman che era in corso una causa contro di lui, in quanto avrebbe avuto un figlio illegittimo che nelle settimane successive venne rivelato essere un wrestler. Nella puntata di Raw del 3 settembre, McMahon si presentò sul ring, dove venne messo a dura prova dalla moglie Linda e dai figli Stephanie e Shane; successivamente vennero interrotti da Mr. Kennedy, che disse di essere lui il figlio illegittimo, ma a sua volta anche lui venne interrotto da un avvocato che fece sapere che il nome del figlio illegittimo sarebbe stato svelato la settimana successiva. Nella puntata di RAW del 9 settembre l'avvocato annunciò che si trattava di Hornswoggle. Cinque mesi dopo, in una puntata di Raw del febbraio 2008, JBL annunciò che Hornswoggle era figlio di Finlay e che la "truffa" era stata organizzata dai suoi stessi familiari e da Finlay.
Ritornato nella puntata di Raw del 6 giugno, McMahon annunciò che dalla settimana successiva avrebbe donato 1.000.000 $ ad alcuni fan scelti a caso. Cominciò così la McMahon Million Dollar Mania che però durò solo tre settimane: infatti, nella puntata di Raw del 23 giugno, dopo aver già donato 500.000 $, McMahon rimase coinvolto dalla caduta del pesantissimo logo della McMahon Million Dollar Mania. Nella puntata successiva, Shane McMahon annunciò che lui e la sua famiglia avevano deciso di non rendere note le condizioni del padre e assunsero come nuovo GM Mike Adamle.

### Faida con Randy Orton (2009-2010)
McMahon tornò a Raw il 19 gennaio 2009, ma fu attaccato da Randy Orton. Compì un ulteriore ritorno poco prima di WrestleMania XXV a Raw, alleandosi con suo figlio Shane e Triple H contro Orton e la sua Legacy.

### Faida con Bret Hart (2010-2011)
McMahon, diventato heel, ebbe una faida con Bret Hart, sotto contratto con la compagnia sino ad aprile. A WrestleMania XXVI fu sconfitto da Hart in un No Holds Barred Lumberjack match con la Sharpshooter; l'arbitro speciale era Bruce Hart. I Lumberjack erano costituiti dalla famiglia di Hart, portata da Vince in suo aiuto ma poi alleatisi con Bret. Dopo questa sconfitta, McMahon dichiarò di non voler mai più combattere un match di wrestling, continuando però a fare apparizioni e a dirigere la WWE. Inoltre dichiarò che con la sconfitta subita da Hart a WrestleMania XXVI il suo personaggio heel era finito. Riapparve nella puntata di Raw del 31 maggio 2010, complimentandosi con Bret Hart e augurandogli un buon lavoro come nuovo GM di Raw. Il 21 giugno fece un'apparizione a Raw licenziando Hart e nominando un nuovo GM, che però preferì rimanere nell'anonimato.
Ritornò nella puntata di Raw del 18 febbraio annunciando che nella puntata successiva avrebbe svelato il presentatore di WrestleMania XXVII. La settimana successiva si scoprì che era The Rock. Ricomparve nella puntata di Raw del 4 giugno insieme a Steve Austin per decretare il vincitore di Tough Enough.

### Faida con John Laurinaitis (2011-2012)
McMahon ritornò a Raw nella puntata del 4 luglio, nella quale annunciò che se John Cena avesse perso il match contro CM Punk a Money in the Bank sarebbe stato licenziato. A Money in the Bank cercò di replicare lo Screwjob di Montréal ai danni di CM Punk, ma questo gli venne impedito da John Cena. Dopo che CM Punk vinse il titolo, ordinò ad Alberto del Rio di incassare la sua title shot appena guadagnata per togliere il WWE Championship a CM Punk, che però riuscì a fuggire. Nella puntata post Money in the Bank, quella del 18 luglio, venne rimosso dall'incarico di WWE Chairman dal genero Triple H (kayfabe), che avrebbe ricoperto la sua carica affidatagli dal consiglio direttivo WWE. Ritornò a Raw per dire a Triple H che il suo incarico come chairman della federazione era finito per volere del consiglio di amministrazione della WWE, e che il suo posto sarebbe stato preso da John Laurinaitis.
Riapparve a Raw, nella puntata del 23 aprile 2012 per festeggiare il 35º compleanno di John Cena. Nella puntata di Raw dell'11 giugno tornò per valutare l'operato del GM John Laurinaitis. Mr. McMahon salì sul ring dicendo a John Laurinaitis che avrebbe dovuto impressionarlo durante tutta la serata e che a fine della stessa gli avrebbe comunicato la sua decisione. A fine serata salì sul ring e, mentre stava per licenziare Laurinaitis, arrivò Big Show, che disse a McMahon che era tutta colpa sua se in tutti questi anni era stato considerato un pagliaccio e che a No Way Out avrebbe distrutto la sua "gallina dalle uova d'oro", John Cena. Quest'ultimo, sentitosi nominare, salì sul ring e fece infuriare Big Show. A questo punto Mr. McMahon disse che a No Way Out, durante il match tra Cena e Big Show, sarebbe stato seduto insieme a Laurinatis a bordo ring. Disse anche che la carriera di quest'ultimo sarebbe dipesa dal match tra Big Show e Cena: infatti se Big Show avesse perso, Laurinaitis sarebbe stato licenziato. Subito dopo nacque una lite tra Cena e Show, che portò quest'ultimo a mettere KO, anche se involontariamente, Mr. McMahon con una potentissima W.M.D. A No Way Out assistette al match fra John Cena e Big Show. Il vincitore della contesa fu Cena e così, a fine match, McMahon licenziò Laurinaitis rimuovendolo dall'incarico di GM di Raw e SmackDown.

### The Authority (2013-2017)
Il 29 gennaio 2015 a SmackDown comparve in un segmento pre-registrato ringraziando tutte le persone iscritte al WWE Network, arrivato al milione di iscritti.
Tornò nella puntata di Raw del 14 dicembre, interrompendo il match tra R-Truth e Bo Dallas ed effettuando un turn heel. Invitò Roman Reigns a salire sul ring e a scusarsi per aver aggredito suo genero Triple H; al rifiuto del samoano il chairman fu sul punto di licenziarlo, ma l'arrivo di Sheamus gli fece cambiare idea decidendo che il samoano e l'irlandese si sarebbero scontrati durante la serata, a condizione che se il primo avesse perso sarebbe stato licenziato. Tuttavia Reigns vinse il match lasciando il chairman disteso a bordo ring dopo avergli rifilato un Superman punch per le sue continue interferenze. Il giorno 28 dicembre 2015 venne arrestato in diretta a Raw, per aver minacciando un agente di polizia nel tentativo di fare chiarezza sull'aggressione di Reigns a Triple H. Venne rilasciato il giorno seguente pagando una cauzione. McMahon fece da arbitro speciale nel rematch tra Reigns e Sheamus il 4 gennaio 2016 a Raw, dove Reigns vinse dopo aver eliminato McMahon e fatto arrivare un altro arbitro. McMahon per vendicarsi annunciò che Reigns avrebbe dovuto difendere il suo titolo alla Royal Rumble contro altri 29 uomini nel Royal Rumble match, che è stato infine vinto da Triple H.
Il 22 febbraio 2016, durante l'episodio di Raw, Vince McMahon presentò il primo "Vincent J. McMahon Legacy of Excellence", premio dedicato alla memoria del padre che Vince assegnò alla figlia Stephanie. Mentre si stava svolgendo la cerimonia di premiazione fece il suo ritorno dopo sei anni Shane McMahon che chiese al padre il controllo di Raw. Ciò portò Vince a mettere il figlio contro The Undertaker a WrestleMania 32 in un Hell in a Cell match con l'accordo che, se Shane avesse vinto, avrebbe avuto il pieno controllo di Raw e che, se The Undertaker avesse perso, non avrebbe più potuto lottare a WrestleMania. Shane venne sconfitto e la sera successiva si presentò sullo stage di Raw per stringere la mano al padre e per dare l'addio ai fan. Vince invece, per dimostrare di avere ragione sul fatto che suo figlio non fosse all'altezza di gestire la WWE, decise di lasciargli il controllo di Raw per quella stessa sera. A Payback, dopo il successo ottenuto da Shane nel condurre Raw, lasciò definitivamente il controllo dello show rosso nelle mani di Shane e della figlia Stephanie.
Il 3 aprile 2017 a Raw, tornò per annunciare Kurt Angle come nuovo General Manager. Il 5 settembre venne annunciato che McMahon sarebbe apparso nell'episodio del 12 settembre di SmackDown Live. Alla fine di quella notte, McMahon affrontò Kevin Owens, che era scontento del fatto che il figlio di Vince, Shane, lo avesse attaccato la settimana prima, il che aveva portato Shane alla sospensione. McMahon era furioso per le parole atroci riguardanti la sua famiglia, per come Owens non fosse rispettoso e per come avesse pianificato di perseguire tutti coloro che gli avevano fatto del male. McMahon lo ha avvertito che la sua causa lo avrebbe portato al licenziamento. Owens aggredì quindi McMahon, lasciandolo disteso sul ring. Anche con diversi arbitri presenti, Owens continuò ad attaccare McMahon e si schiantò su di lui dalla cima di uno dei paletti del ring, provocandogli un infortunio (kayfabe). Anche Stephanie McMahon tornò per soccorrere suo padre, mentre era assistito dai funzionari della WWE.

### Apparizioni sporadiche (2018-2022)
Il 22 gennaio 2018 McMahon tornò a Raw 25 Years per celebrare l'attuale universo WWE, solo per poi definirlo "di poco valore" e di basso livello, effettuando ancora una volta un turn heel. Successivamente venne affrontato, e stordito con una stunner da Steve Austin. Il 12 marzo fece un'apparizione nel backstage in un segmento con Roman Reigns, annunciando che Reigns sarebbe stato sospeso per le sue recenti azioni. A SmackDown 1000 McMahon tornò face nuovamente dopo aver danzato a TruthTV. Il 17 dicembre 2018 a Monday Night Raw, accompagnato dal figlio Shane, dalla figlia Stephanie McMahon e dal genero Triple H, promettendo di scuotere le cose poiché in WWE non si stavano comportando bene come avrebbero dovuto. Agli inizi del 2019, McMahon si intromise in un feud tra Daniel Bryan e Kofi Kingston, non lasciando che quest'ultimo potesse ricevere un match per il WWE Championship a WrestleMania.
McMahon tornò in televisione il 24 aprile 2020, durante una puntata di Friday Night SmackDown, per celebrare il venticinquesimo anniversario di Triple H nella WWE. Apparve inoltre a Survivor Series introducendo Undertaker sul ring durante la sua cerimonia di ritiro dal ring, e nel corso della prima serata di WrestleMania 37 il 10 aprile 2021, dando il benvenuto ai fan presenti al Raymond James Stadium dopo un anno di interruzione degli eventi dal vivo a causa della pandemia del COVID-19.
A WrestleMania 38, dopo che Pat McAfee aveva sconfitto Austin Theory, McMahon fu sfidato a un match improvvisato dallo stesso McAfee. McMahon accettò la sfida e riuscì a sconfiggere McAfee. Questo fu il primo incontro di wrestling di McMahon in 12 anni, e anche la sua prima vittoria a WrestleMania. Terminato il match, Steve Austin interruppe i festeggiamenti da parte di McMahon e Theory colpendoli entrambi con la sua mossa stunner.

### Dimissioni e ritiro (2022-2024)
Il 22 luglio 2022 annunciò il suo ritiro, rimanendo comunque l'azionista di maggioranza. Il 10 gennaio 2023, tornò ad occupare il ruolo di presidente del consiglio di amministrazione in ottica di una futura vendita della compagnia. Il 26 gennaio 2024 si è nuovamente dimesso da ogni carica.

## Vita privata
Vince McMahon è sposato dal 1966 con Linda Edwards, la quale è stata l'amministratore delegato della WWE tra il 1980 e il 2010. La coppia ha due figli: Shane (1970) e Stephanie (1976). Nel 2022 la coppia si è separata.
Vince McMahon aveva anche un fratellastro di nome Rodney (1943-2021), il quale lavorava nel settore del commercio dell'acciaio in Texas.

### Politica
Vince e Linda McMahon hanno fatto spesso donazioni al Partito Repubblicano, incluso 1 milione di dollari nel 2014 a candidati federali ed associazioni politiche come la American Crossroads di Karl Rove e l'America Rising. I McMahon donarono anche 5 milioni di dollari all'ex associazione di beneficenza di Donald Trump, la Donald J. Trump Foundation.

### Mr. McMahon
Il 25 settembre 2024 Netflix distribuì una serie documentaristica in sei puntate che analizza l'eredità di McMahon, inclusi il suo impatto nell'industria del wrestling e le varie controversie nelle quali è rimasto coinvolto, intitolata Mr. McMahon.

## Controversie

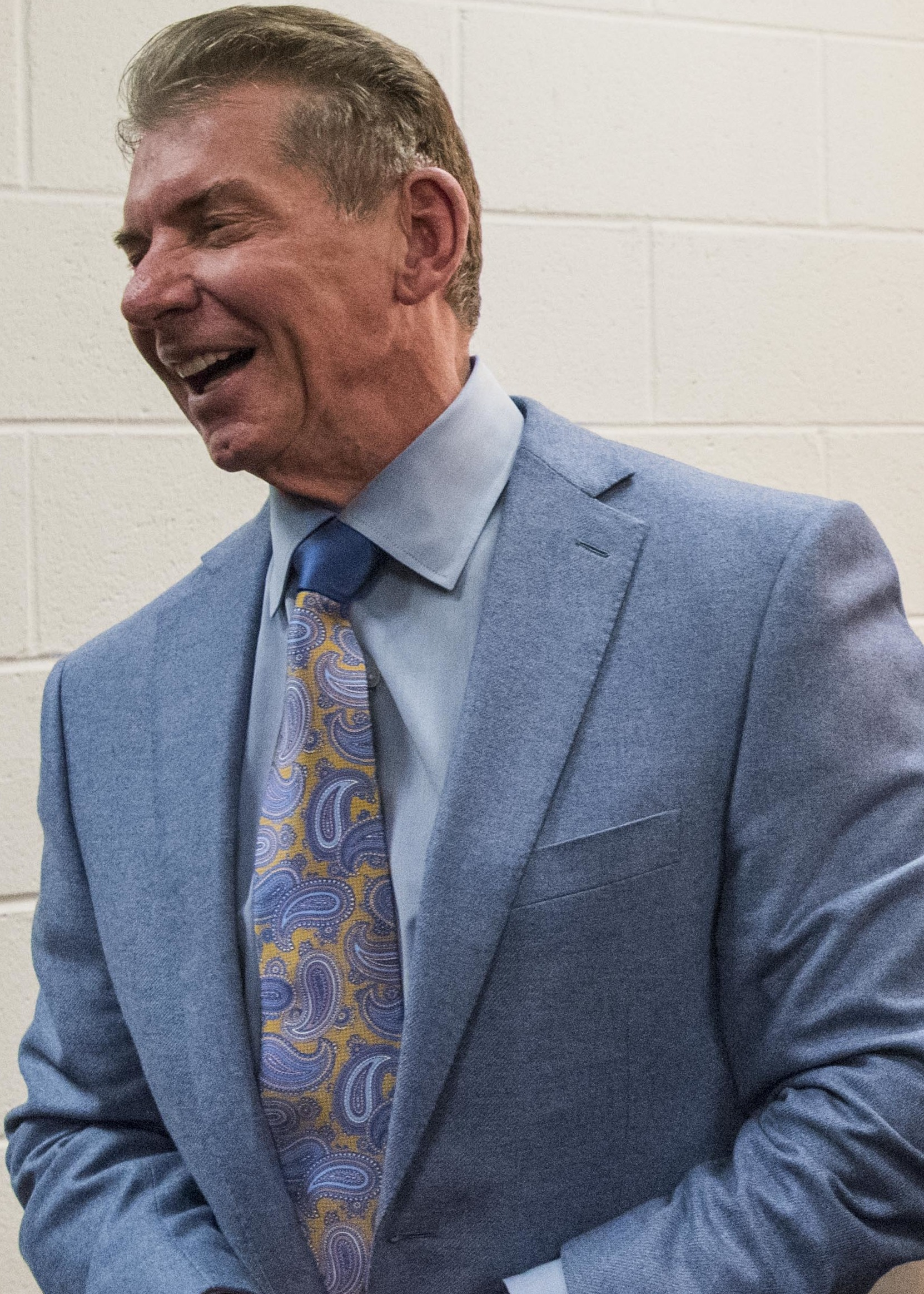
McMahon nel 2016

### Scandalo degli steroidi
Nel 1994 è stato accusato, durante il processo inerente allo scandalo degli steroidi scoppiato qualche mese prima, di aver distribuito sostanze illegali ai suoi lottatori; Hulk Hogan fu uno dei testimoni principali del processo, e ammise di avere assunto steroidi nonostante lo avesse ripetutamente negato in precedenza. Uno dei testimoni dell'accusa fu Kevin Wacholz, che aveva lottato in WWF nel 1992 come "Nailz" e che era stato licenziato dalla compagnia dopo un violento diverbio con lo stesso McMahon. Wacholz testimoniò che McMahon gli aveva ordinato di assumere steroidi per migliorare la propria forma fisica, ma la sua credibilità fu messa in dubbio durante il processo poiché era risaputo che egli "odiava" McMahon. McMahon venne assolto da ogni accusa,ma ammise di avere assunto egli stesso steroidi negli anni ottanta.

### Accuse di molestie sessuali

#### Rita Chatterton
Il 3 aprile 1992, Rita Chatterton, ex arbitro nota per il suo stint come "Rita Marie" in WWF negli anni ottanta e per essere stata la prima arbitro donna in WWF (possibilmente la prima nella storia del wrestling professionistico), presenziò allo show televisivo Now It Can Be Told di Geraldo Rivera. Lì dichiarò che il 16 luglio 1986, McMahon cercò di costringerla ad un rapporto orale nella sua limousine; quando lei si rifiutò, lui l'avrebbe stuprata. L'ex wrestler Leonard Inzitari, nel 2022 corroborò le accuse della Chatterton nel corso di un'intervista concessa a New York Magazine.
Chatterton fece causa a McMahon per abuso sessuale nel dicembre 2022. McMahon 
risolse la causa che coinvolgeva Chatterton quello stesso mese con un accordo privato, con il suo avvocato che affermò come il suo cliente nonostante sostenesse la sua innocenza, aveva deciso di "evitare il contenzioso" in tribunale. Persone a conoscenza della questione hanno riferito che McMahon ha accettato un accordo di risarcimento multimilionario con Chatterton. Sebbene la somma esatta del pagamento della transazione non sia stata resa pubblica, è stato riconosciuto che Chatterton ha chiesto 11,75 milioni di dollari di danni.

#### Ashley Massaro
Prima del suo decesso avvenuto il 15 maggio 2019 l'ex lottatrice della WWE Ashley Massaro affermò di essere stata aggredita sessualmente in una base militare statunitense durante un tour della WWE in Kuwait nel 2006 da un uomo che si spacciava per un medico, e che i funzionari della WWE l'avevano persuasa a non denunciarlo alle autorità competenti poiché non volevano compromettere il rapporto dell'azienda con l'esercito. I funzionari della WWE avrebbero successivamente affermato di non essere a conoscenza della presunta violenza sessuale ai danni di Massaro.
Dopo la sua morte, una dichiarazione giurata di Massaro che descrive dettagliatamente le accuse di violenza sessuale è stata successivamente rilasciata dallo studio legale che la rappresentava. In risposta, la WWE disse che i loro dirigenti non erano stati precedentemente informati delle accuse descritte nella dichiarazione giurata. Nonostante le precedenti smentite da parte della WWE di essere a conoscenza delle sue accuse, nel febbraio 2024 un avvocato rappresentante dell'ex capo WWE delle relazioni con i giovani talenti John Laurinaitis dichiarò: "La maggior parte dei dirigenti di livello superiore ad un certo punto sono venuti a conoscenza delle accuse di [Massaro] e si assicurarono che fossero seguiti tutti i protocolli adeguati della WWE, inclusa la privacy per la presunta vittima." Quello stesso mese, Vice News riportò la notizia che il Naval Criminal Investigative Service aveva indagato sulle accuse di Massaro da giugno 2019 a gennaio 2020, sebbene non siano note ulteriori informazioni sull'indagine oltre alla sua esistenza. Un ulteriore rapporto di Vice News ha rivelato che Massaro aveva accusato Vince McMahon di "predare sessualmente le lottatrici della WWE" e che credeva che avesse tentato di sabotare la sua carriera di wrestling dopo che aveva rifiutato una sua proposta indecente.

#### Incidenti al solarium del 2006 e 2011
Il 1º febbraio 2006 McMahon fu accusato di molestie sessuali ai danni di una dipendente di un solarium a Boca Raton, Florida. Nello specifico fu accusato di averle mostrato foto di se stesso nudo, di palpeggiamenti e di avere tentato di baciarla. Inizialmente l'accusa sembrò essere screditata dal fatto che McMahon si trovava a Miami per la Royal Rumble all'epoca dei fatti. Fu però presto chiarito che il presunto episodio era stato denunciato alla polizia il giorno dell'evento, ma in realtà era avvenuto il giorno prima. Il 25 marzo, fu reso noto che nessuna accusa sarebbe stata presentata contro McMahon a seguito delle indagini svolte.
Un'altra lavoratrice di un centro abbronzante, che ha affermato che McMahon l'ha aggredita sessualmente in California nel 2011, ha intentato una causa contro di lui nel dicembre 2022.

#### Accordi segreti e di non divulgazione
Il consiglio della WWE, controllato da McMahon, iniziò a indagare su un caso di risarcimento da 3 milioni di dollari pagato in segreto da McMahon per una presunta relazione con una ex dipendente della società nell'aprile 2022. L'indagine rivelò anche l'esistenza di altri accordi di non divulgazione relativi ad accuse di cattiva condotta sessuale da parte di altre donne nella società nei confronti di McMahon e del dirigente John Laurinaitis, per un totale di 12 milioni di dollari. Nell'ottobre 2022 la WWE rivelò l'esistenza di 19,6 milioni di dollari di pagamenti non registrati effettuati da McMahon per risolvere accuse di cattiva condotta sessuale tra il 2006 e il 2022.
Nel giugno 2022 McMahon si è dimesso dalla carica di CEO e presidente della WWE, ma ha continuato a supervisionare lo sviluppo dei contenuti. Successivamente ha annunciato il suo ritiro, il 22 luglio 2022, solo per tornare sei mesi dopo. Nel gennaio 2024, dopo le notizie sulle accuse di violenza sessuale da parte di Janel Grant, si è dimesso nuovamente.

#### Janel Grant
Nel gennaio 2024, una causa è stata intentata da Janel Grant, una ex dipendente della WWE tra il 2019 e il 2022. Grant ha affermato che McMahon l'aveva costretta ad avere una relazione sessuale e, insieme al dirigente della WWE John Laurinaitis e ad un wrestler della WWE che era anche un ex combattente dell'UFC (il wrestler in questione non è stato nominato nella causa, ma è stato identificato dal The Wall Street Journal come Brock Lesnar) l'aveva ripetutamente aggredita sessualmente nel corso del 2020-2021. Grant ha affermato di essere stata sottoposta a pratiche sessuali di "estrema crudeltà e degradazione" da parte di McMahon, inclusa la defecazione durante un rapporto sessuale. Secondo gli atti, Grant accusa McMahon di averle causato danni fisici penetrandola con i suoi pugni e altri oggetti, inclusi giocattoli sessuali, oltre ad averla rinchiusa in un ufficio della WWE prima che lui e un altro dirigente della WWE si alternassero per aggredirla sessualmente. Grant ha dichiarato che McMahon aveva accettato di pagarle 3 milioni di dollari nel 2022 in cambio del suo silenzio, ma che smise di pagare dopo che era stato pagato solo 1 milione di dollari in seguito all'iniziale emersione pubblica delle accuse di cattiva condotta sessuale nello stesso anno. Un giorno dopo la denuncia, il 26 gennaio, Deadline ha confermato che McMahon si era dimesso dal consiglio di amministrazione della TKO Group Holdings. In una dichiarazione, McMahon ha negato le accuse e ha affermato che la decisione è stata presa "per rispetto dell'universo WWE, della TKO, degli azionisti e dei partner commerciali."

#### John Laurinaitis
Il 1º febbraio 2024, John Laurinaitis, ex dirigente WWE e a co-imputato nella causa intentata da Janel Grant, rilasciò una dichiarazione tramite il suo avvocato nella quale accusava McMahon di cattiva condotta sessuale. Laurinaitis, sempre attraverso il suo avvocato, accusò McMahon di detenere "potere, [e] controllo" su di lui e di fare "richieste sessuali dittatoriali che, se non venivano soddisfatte, avevano ripercussioni importanti."

#### Accuse di violenza sessuale ed induzione alla prostituzione
Il 2 febbraio 2024, The Wall Street Journal riportò la notizia che le autorità federali di New York avevano avviato un'indagine sulle accuse di violenza sessuale e molestie sessuali mosse contro McMahon. Gli agenti federali avevano precedentemente eseguito un mandato di perquisizione per il telefono di McMahon e gli avevano consegnato un mandato di comparizione per documenti relativi a qualsiasi accusa di "stupro, abuso sessuale, transazione sessuale commerciale, molestie o discriminazione" contro attuali o ex dipendenti della WWE. Le persone nominate nel mandato di comparizione del Gran Giurì includevano una collaboratrice della WWE a cui sarebbero state inviate foto di nudo non richieste e molestata sessualmente da McMahon, una ex wrestler della WWE che ha detto che McMahon l'ha costretta a praticargli del sesso orale, l'ex arbitro della WWF Rita Chatterton, una manager di un centro abbronzante che ha detto che McMahon l'ha aggredita in un resort della California meridionale e una ex dipendente della WWE che ha affermato che il capo delle relazioni con i talenti della società all'epoca, John Laurinaitis, la retrocesse lavorativamente dopo aver concluso una relazione sessuale con lei.

## Personaggio

### Mosse finali
- Pedigree (Double underhook facebuster)
- Stunner

### Soprannomi
- "The Boss"
- "The Chairman"
- "The Genetic Jackhammer"
- "The Higher Power"
- "Vinnie Mac"

## Titoli e riconoscimenti

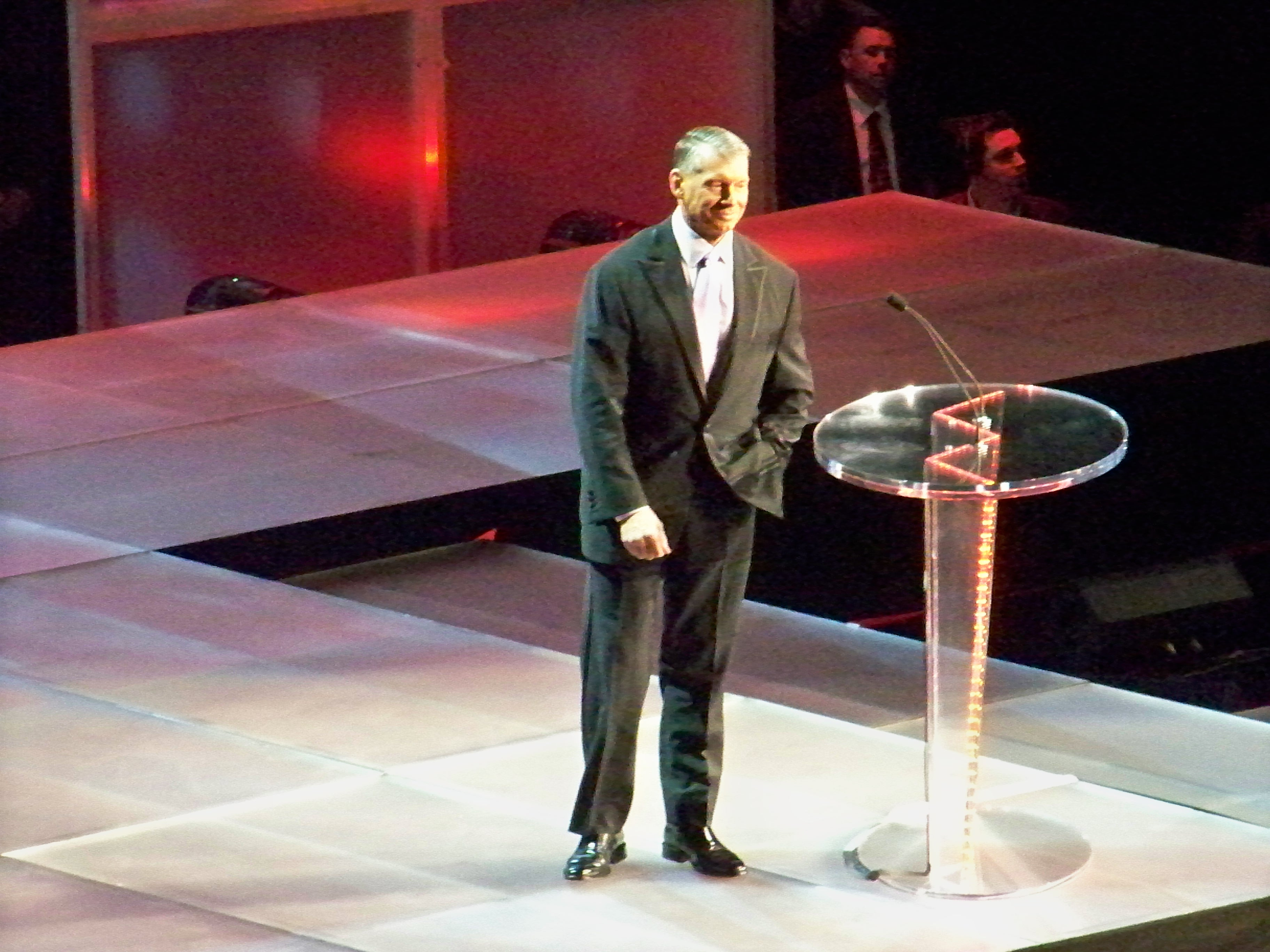
Mr. McMahon durante la cerimonia della WWE Hall of Fame

- Professional Wrestling Hall of Fame and Museum
  - Hall of Fame (2011)
- Pro Wrestling Illustrated
  - Feud of the Year (1996) – vs. Eric Bischoff
  - Feud of the Year (1998, 1999) – vs. "Stone Cold" Steve Austin
  - Feud of the Year (2001) – vs. Shane McMahon
  - Match of the Year (2006) – vs. Shawn Michaels a WrestleMania 22
- World Wrestling Federation/Entertainment
  - WWF Championship (1)
  - ECW World Championship (1)
  - Royal Rumble match (edizione 1999)
- WrestleCrap
  - Worst Feud of the Year (2007) – vs. Hornswoggle
- Wrestling Observer Newsletter
  - Best Promoter (1988, 1998, 1999, 2000)
  - Best Booker (1987, 1998, 1999)
  - Feud of the Year (1998, 1999) – vs. "Stone Cold" Steve Austin
  - Best Non-Wrestler (1999, 2000)
  - Worst Feud of the Year (2006) – vs. Shawn Michaels e Triple H
  - Hall of Fame (1996)